# Angkor EV
Angkor EV – elektryczny mikrosamochód wyprodukowany przez kambodżańskie przedsiębiorstwo Heng Development w 2011 i ponownie w 2013 roku.

## Historia i opis modelu
W 2011 roku kambodżańskie wielobranżowe przedsiębiorstwo Heng Development przedstawiło swój pierwszy pojazd w postaci elektrycznego mikrosamochodu Angkor EV, nawiązującego nazwą do historycznego określenia dawnego państwa Khmerów.
Angkor EV wyróżniał się jednobryłową sylwetką, z unoszonymi do góry drzwiami, dużą chromowaną imitacją atrapy chłodnicy i lampami tylnymi zapożyczonymi z chińskiego pojazdu BYD F0.

### Produkcja
W momencie prezentacji w 2011 roku, twórcy projektu elektrycznego samochodu z Kambodży zakładali rozpoczęcie seryjnej produkcji pojazdu. W 2014 roku plany trzeba było zamrozić z powodu wycofania się inwestorów z projektu. Projektu nie udało się wznowić.

### Dane techniczne
Układ napędowy zaktualizowanej wersji Angkora EV prędkość maksymalną pozwalającą rozpędzić się do 60 km/h, a także zasięg na jednym ładowaniu wynoszący ok. 300 kilometrów, bez wskazania szczegółowych parametrów i specyfikaji technicznej.